# القمة الفرنكوفونية

الدول المشاركة في القمم.

قمم الفرنكوفونية هي لقاءات رؤساء دول البلدان العضوة في المنظمة الدولية للفرانكوفونية. تقام هذه القمم منذ سنة 1986 كل سنتين.
أثناء هذه القمم، يقوم رؤساء الدول أو الحكومات بالتحدث والنقاش في السياسة الدولية، والاقتصاد الدولي، التعاون بين الناطقين بالفرنسية، وكذلك حقوق الإنسان، التعليم، الثقافة، والديمقراطية. تقوم القمة أيضا ب:
- تحديد أهداف الفرانكوفونية.
- اعتماد القرارات التي تراها ضرورية لحسن سير المنظمة الدولية للفرنكوفونية وتحقيق أهدافها.
- انتخاب الأمين العام.
- اتخاذ القرارات بشأن قبول الأعضاء الجديدة كاملة الحقوق والأعضاء المنتسبين والأعضاء المراقبين للمنظمة الدولية للفرانكوفونية.

بسبب الأوضاع السياسية في تونس البلد المضيف لقمة 2021، تقرر تأجيل هذه القمة للعام القادم.

## القمم

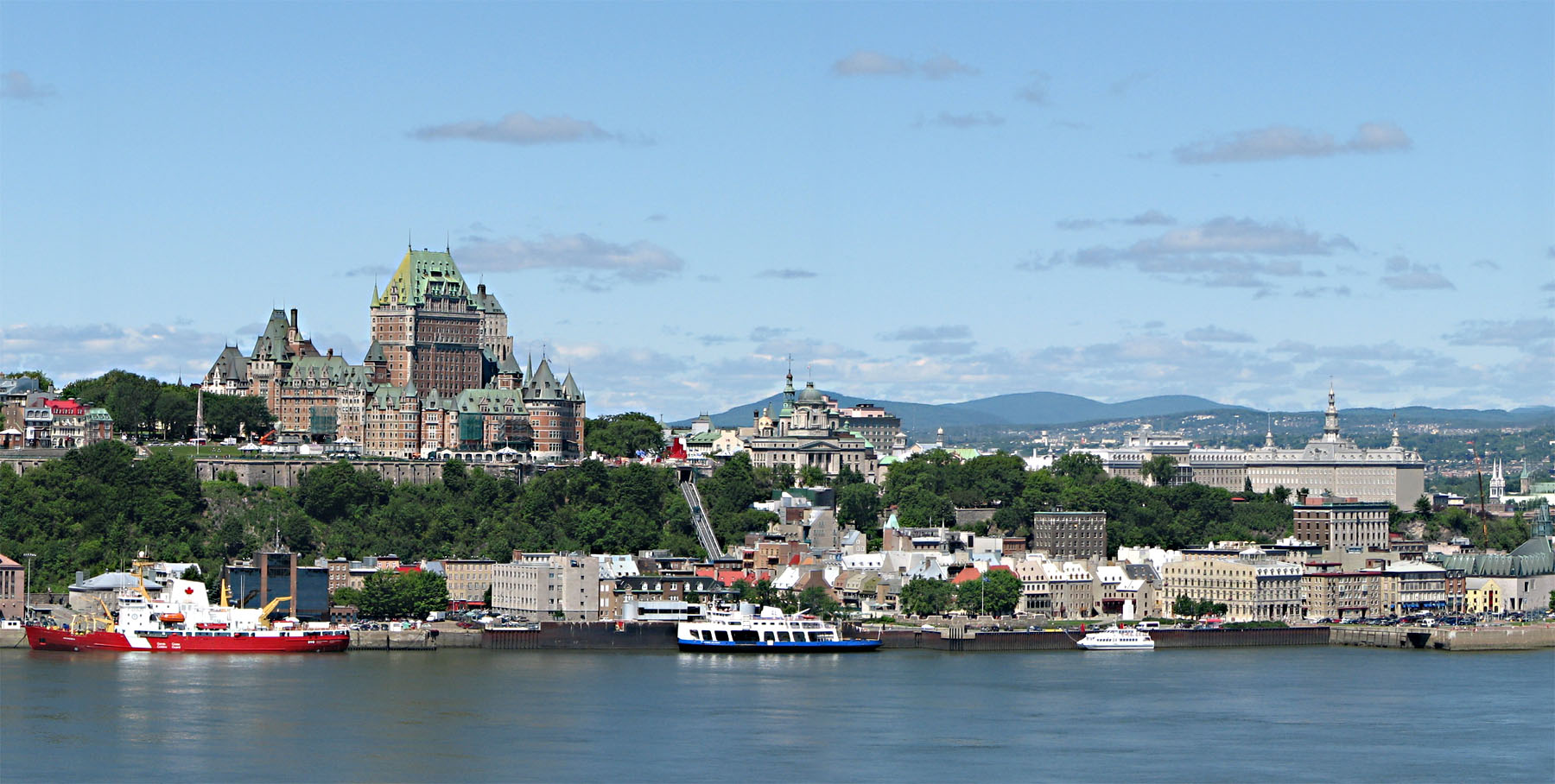
مدينة كيبك، مهد الثقافة الفرنسية في أمريكا الشمالية. وكذلك المدينة المضيفة للقمة الثانية والثانية عشر للمنظمة.

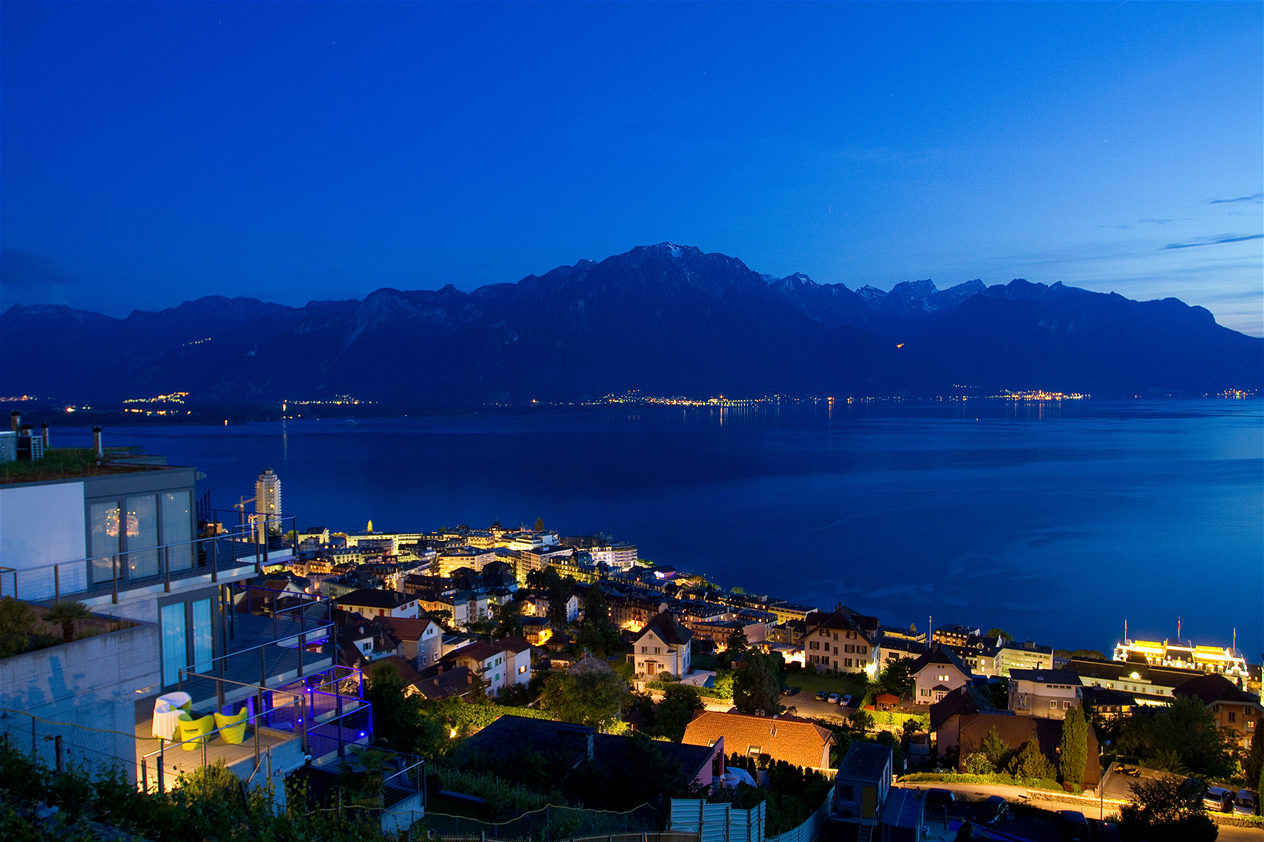
مدينة مونترو السويسرية استضافت في 2010 القمة الثالثة عشر للمنظمة.

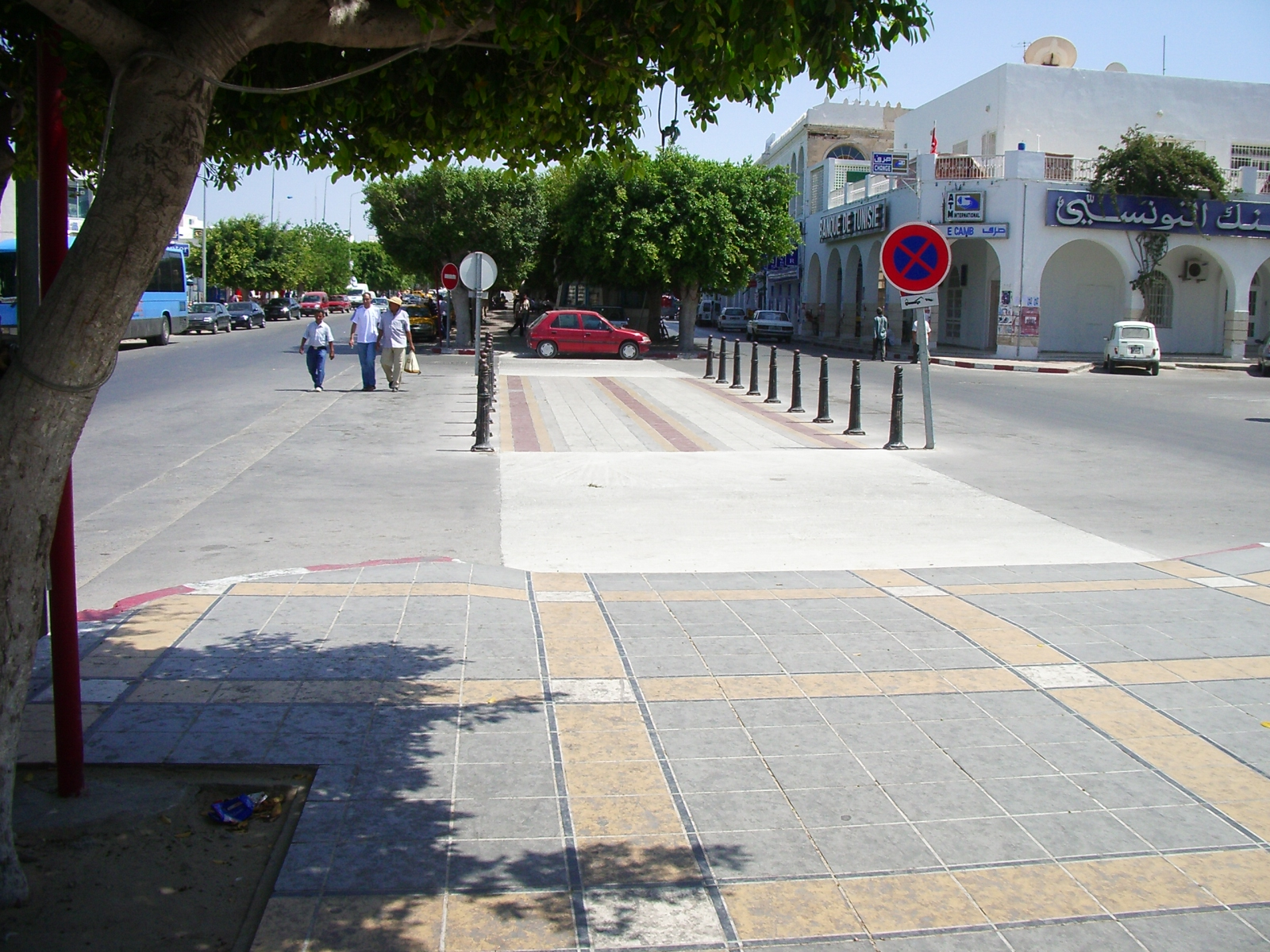
مدينة جربة التونسية استضافت في نوفمبر 2022 القمة الثامنة عشر للمنظمة.

| القمة | المدينة المستضيفة | التاريخ             |
| ----- | ----------------- | ------------------- |
| I     | فرساي             | 17 - 19 فبراير 1986 |
| II    | كيبك              | 2 - 4 سبتمبر 1987   |
| III   | داكار             | 24 - 26 مايو 1989   |
| IV    | باريس             | 19 - 21 نوفمبر 1991 |
| V     | غراند باي         | 16 - 18 أكتوبر 1993 |
| VI    | كوتونو            | 2 - 4 ديسمبر 1995   |
| VII   | هانوي             | 14 - 16 نوفمبر 1997 |
| VIII  | مونكتون           | 3 - 5 سبتمبر 1999   |
| IX    | بيروت             | 18 - 20 أكتوبر 2002 |
| X     | واغادوغو          | 26 - 27 نوفمبر 2004 |
| XI    | بوخارست           | 28 - 29 سبتمبر 2006 |
| XII   | كيبك              | 17 - 19 أكتوبر 2008 |
| XIII  | مونترو            | 22 - 24 أكتوبر 2010 |
| XIV   | كينشاسا           | 12 - 14 أكتوبر 2012 |
| XV    | داكار             | 29 - 30 نوفمبر 2014 |
| XVI   | أنتاناناريفو      | 26 - 27 نوفمبر 2016 |
| XVII  | يريفان            | 11 - 12 أكتوبر 2018 |
| XVIII | جربة              | 20 - 21 نوفمبر 2022 |

## مقالات ذات صلة
- فرانكوفونية

## روابط خارجية
- الموقع الرسمي للمنظمة.
- القمة الفرانكوفونية على الموقع الرسمي.